# Aljafería

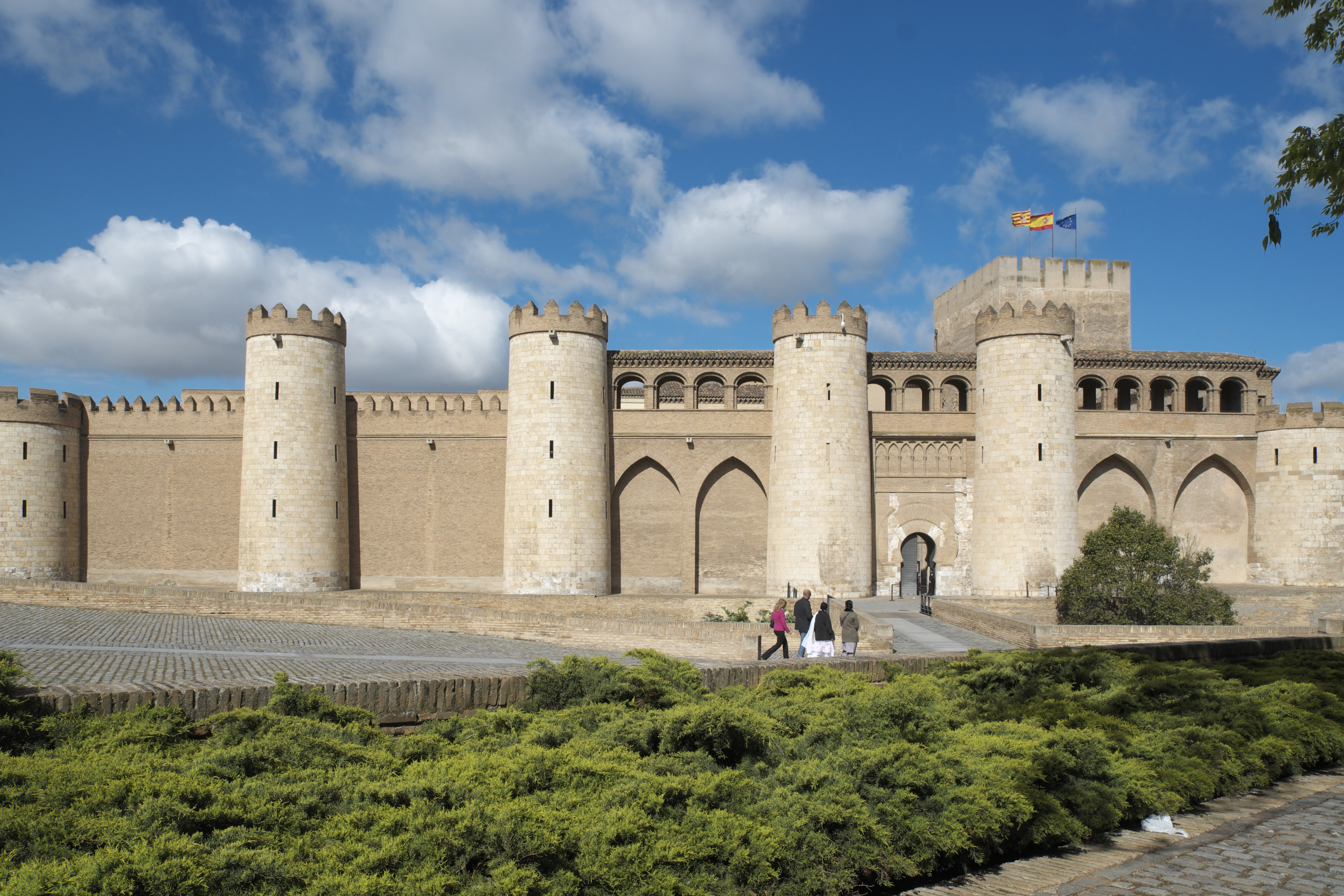
Gesamtansicht, Ostseite

Die Aljafería ist der Stadtpalast von Saragossa in der spanischen Autonomen Gemeinschaft Aragonien. Der Palast hat einen grob quadratischen Grundriss und ist von Wehrmauern und einem Graben umgeben. Die ältesten Teile stammen aus der Zeit der maurischen Herrschaft (vor allem bald nach 1065), im Laufe der Jahrhunderte wurden mehrfach Teile hinzugefügt und verändert. Die letzten größeren Umbauten erfolgten im 19. Jahrhundert, und nach dem Zweiten Weltkrieg wurden umfangreiche Freilegungen und Rekonstruktionen durchgeführt.
Der Palast beherbergt heute ein Museum, einen in ehemaligen Kasernen untergebrachten Verwaltungstrakt sowie das aragonesische Regionalparlament.

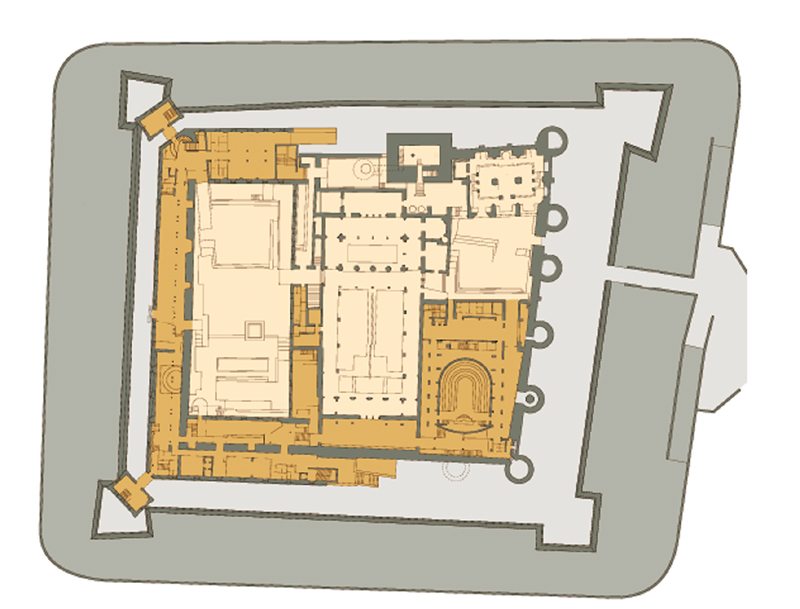
Lageplan

## Die Maurenzeit
In der zweiten Hälfte des 9. Jahrhunderts entstand ein Wohnturm, der später nach dem Drama von Antonio García Gutiérrez bzw. der Oper Il trovatore von Giuseppe Verdi benannte „Turm des Troubadours“ auf der Nordseite, dessen untere Geschosse noch aus dieser Zeit stammen.
Zu dem heutigen Umfang wurde die Anlage ab bzw. kurz nach 1065 während des Taifa-Königreichs erweitert, als hier außerhalb der Stadtmauern ein reich dekorierter Sommerpalast angelegt wurde. Bauherr war König Abū Ǧaʿfar Aḥmad ibn Hūd al-Muqtadir, von dessen Namen (Ǧaʿfar > al-Ǧaʿfariyyà) der Name des Gebäudes abgeleitet wurde. Kernstück war ein von Umgängen umgebener, nord-südlich ausgerichteter Innenhof (heute: Patio der Hl. Isabel) im Zentrum, an den sich im Norden die Prunkgemächer anschlossen (restauriert). Umgeben wurde damals (so nach neueren Forschungen) die Anlage mit einer Mauer mit halbrunden Befestigungstürmen, die auf der Ostseite, wo sich auch der Eingang befindet, nach dem Zweiten Weltkrieg rekonstruiert wurde.

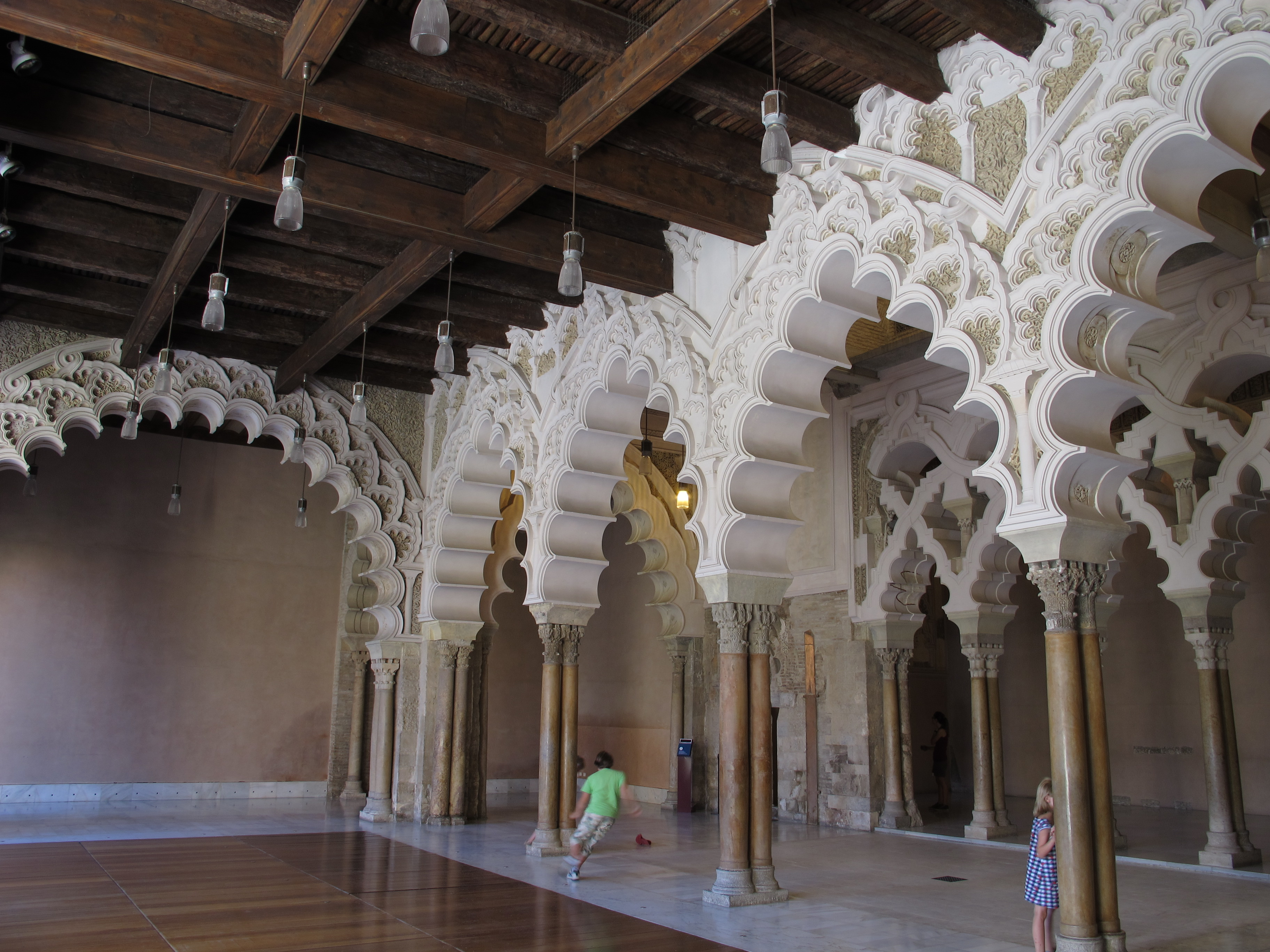
Nördliche Arkaden der Prunkgemächer
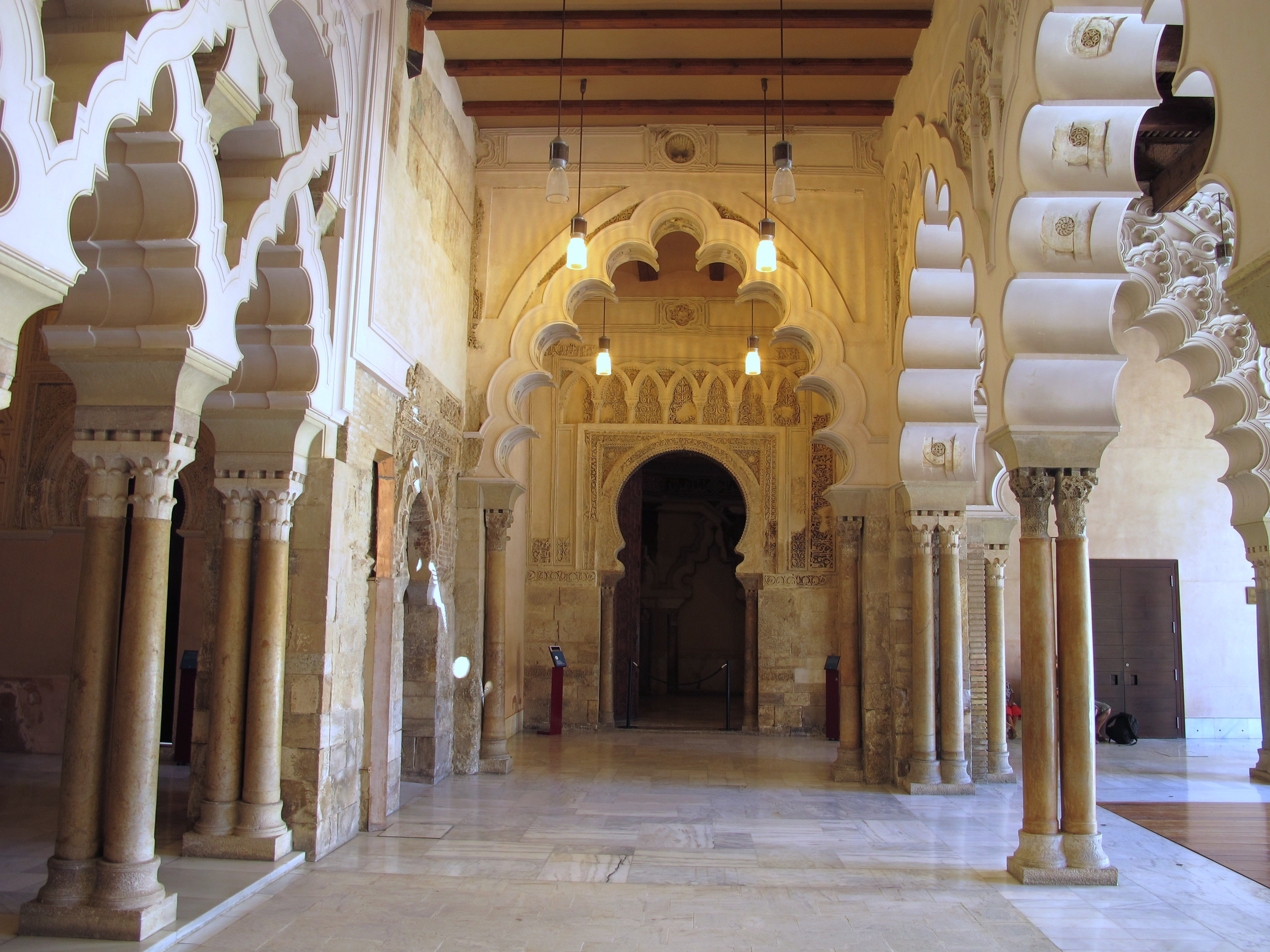
Nördliche Arkaden der Prunkgemächer
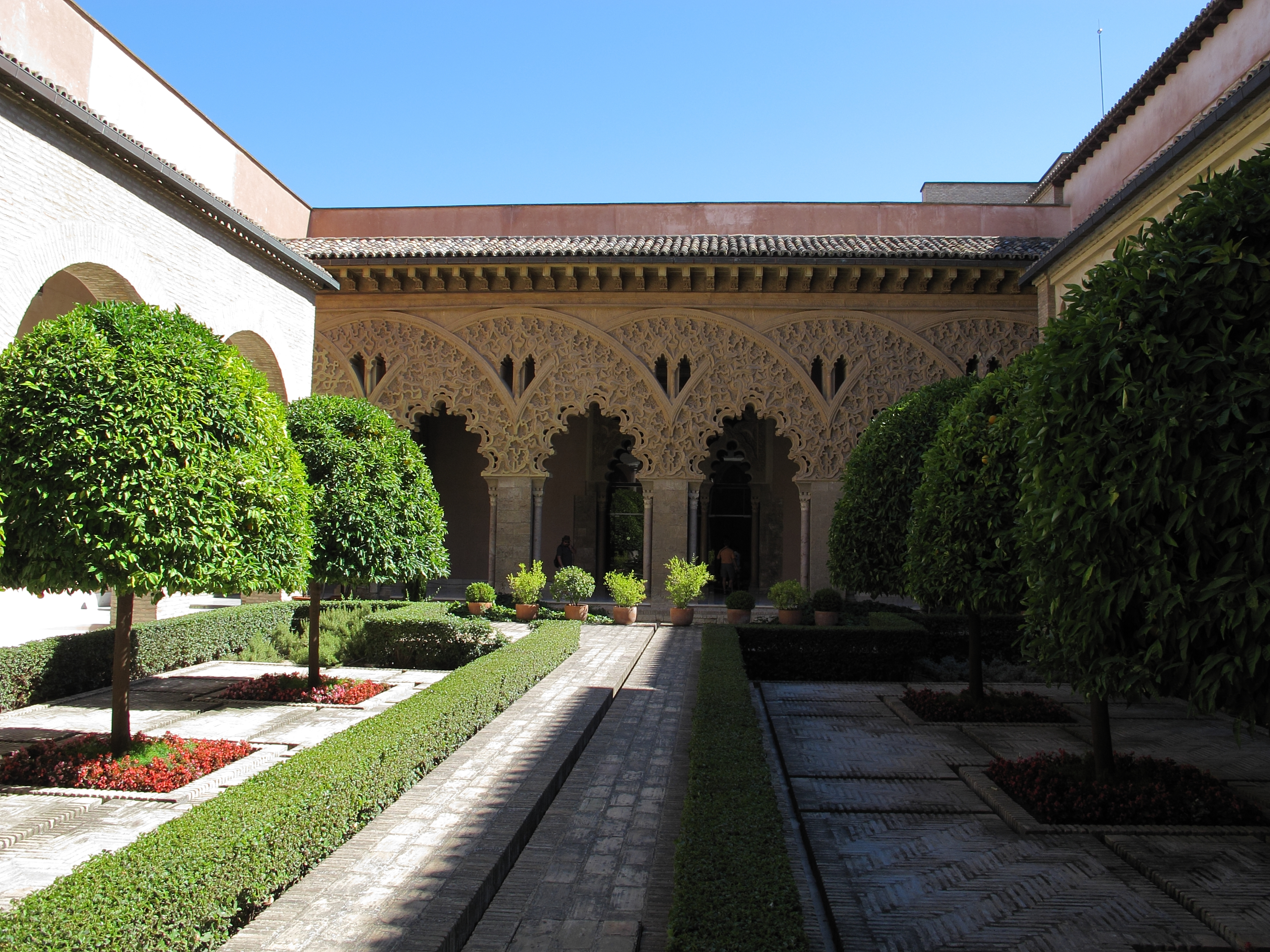
Patio der Hl. Isabel
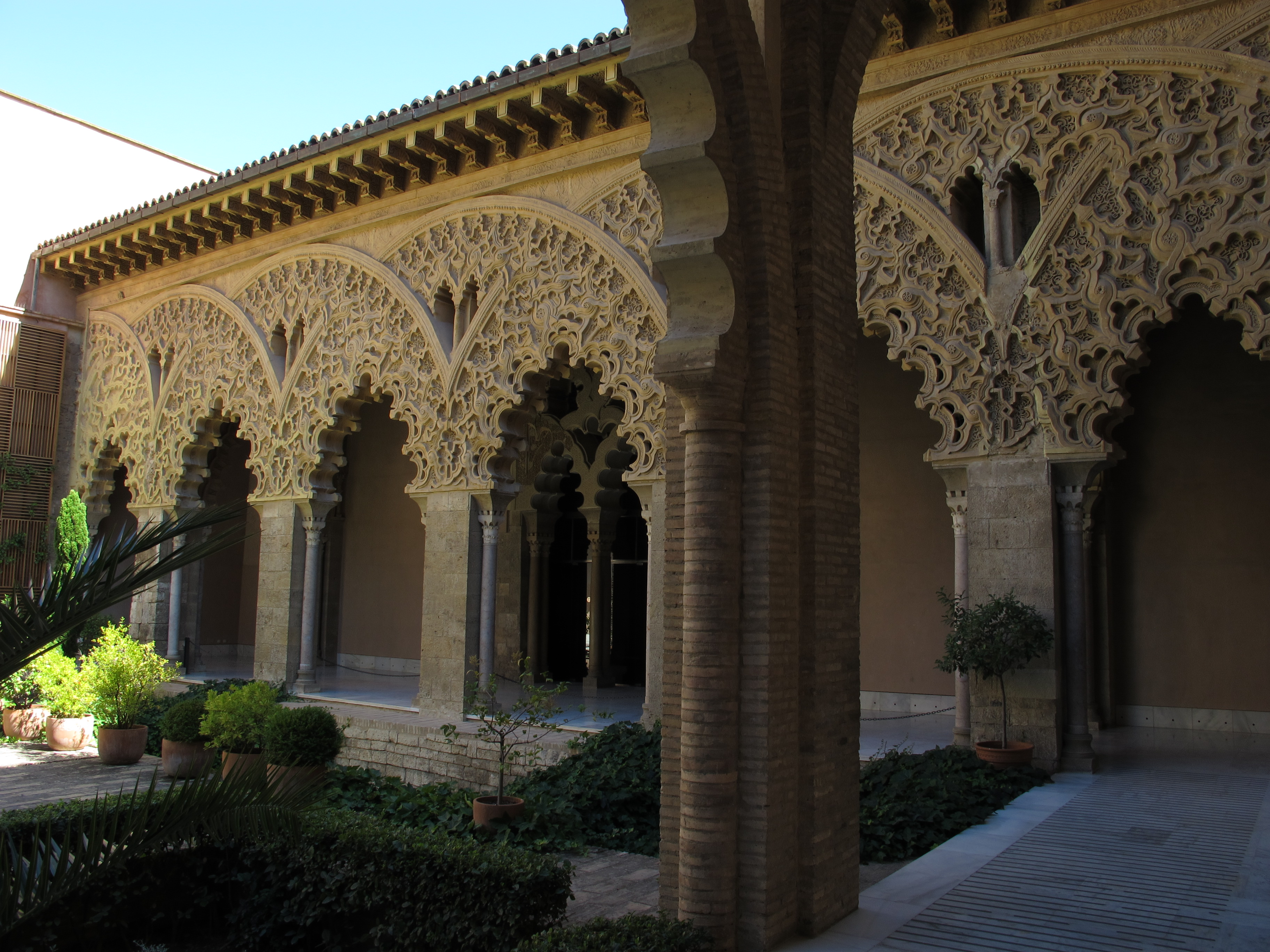
Arkaden vor dem Parlamentstrakt
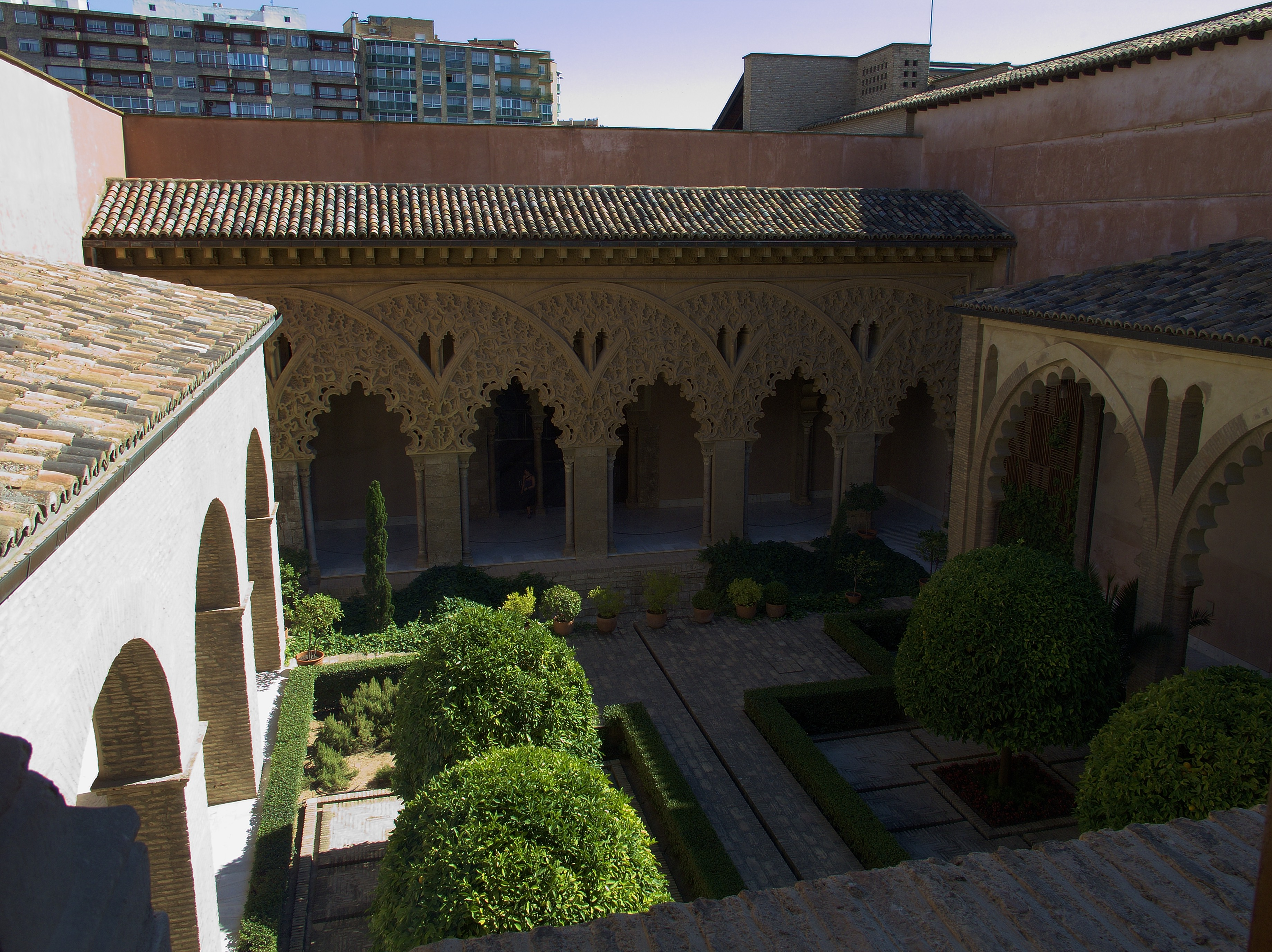
Patio von oben

## Nach der Rückeroberung
Nach der Rückeroberung 1118, der Reconquista, durch den christlichen Herrscher Alfons I. „el Batallador“ (den Krieger) wurde die Aljafería zum Palast der aragonesischen und katholischen Könige. Im Laufe der Jahrhunderte wurden größere Umbau- und Erweiterungsmaßnahmen durchgeführt, wobei auch der Mudejar-Stil verwendet wurde.
Heute noch erlebbar sind die Staatsräume, die ab 1488 durch die katholischen Könige im neu errichteten Obergeschoss über den alten maurischen Prunkgemächern eingerichtet wurden. 1495 waren die Arbeiten abgeschlossen und werden von dem deutschen Humanisten, Arzt und Geographen Hieronymus Münzer beschrieben. Über eine monumentale Treppe gelangt man von dem ebenerdigen Innenhof in eine Galerie im ersten Obergeschoss. An dieser liegt der sogenannte Thronsaal mit seiner reich geschnitzten und farbig und golden gefassten Decke. Der Saal wird umgeben von kleineren Räumen, in denen ebenfalls reiche Holzdecken erhalten geblieben sind.

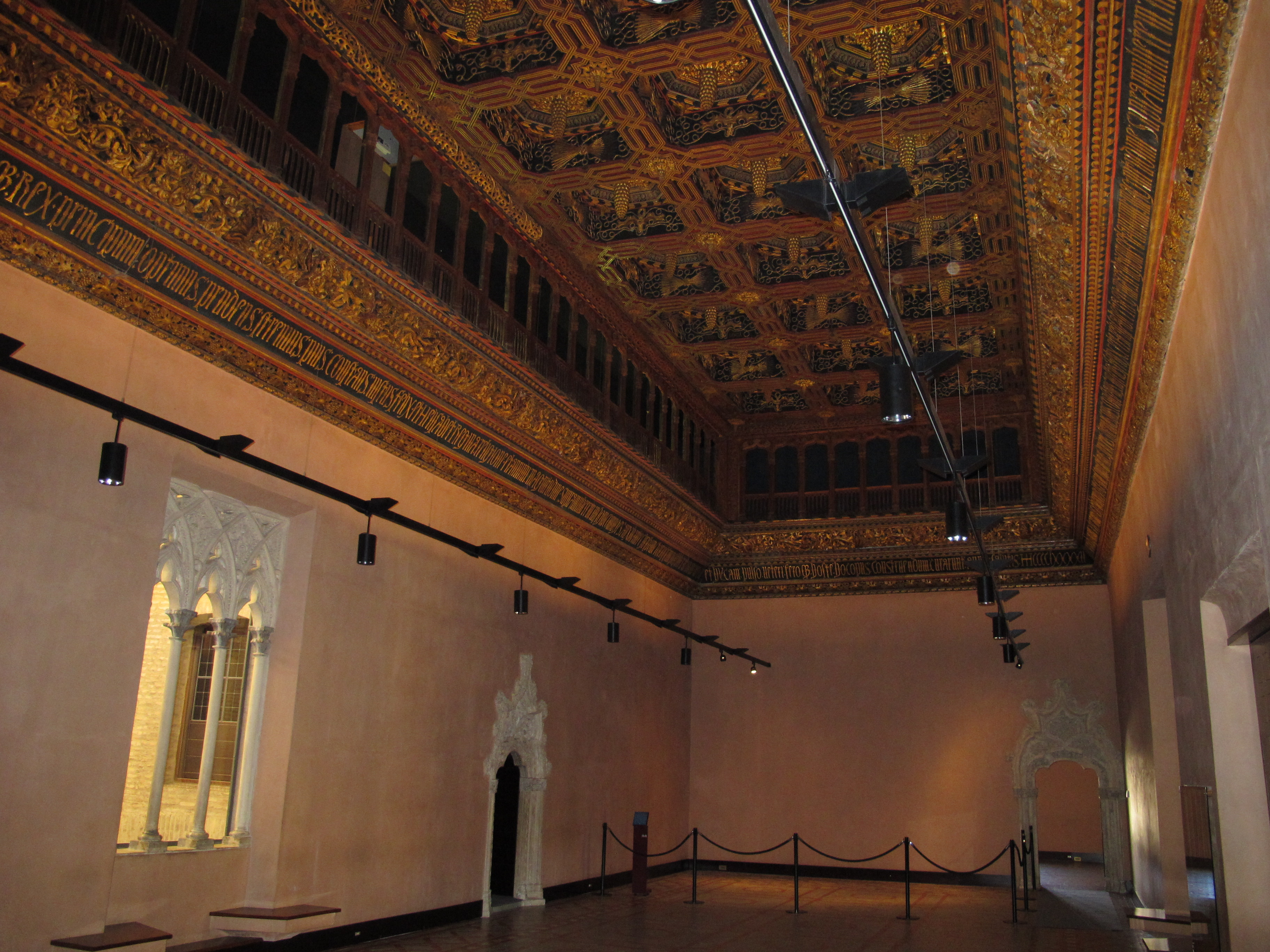
Thronsaal (Goldener Raum)
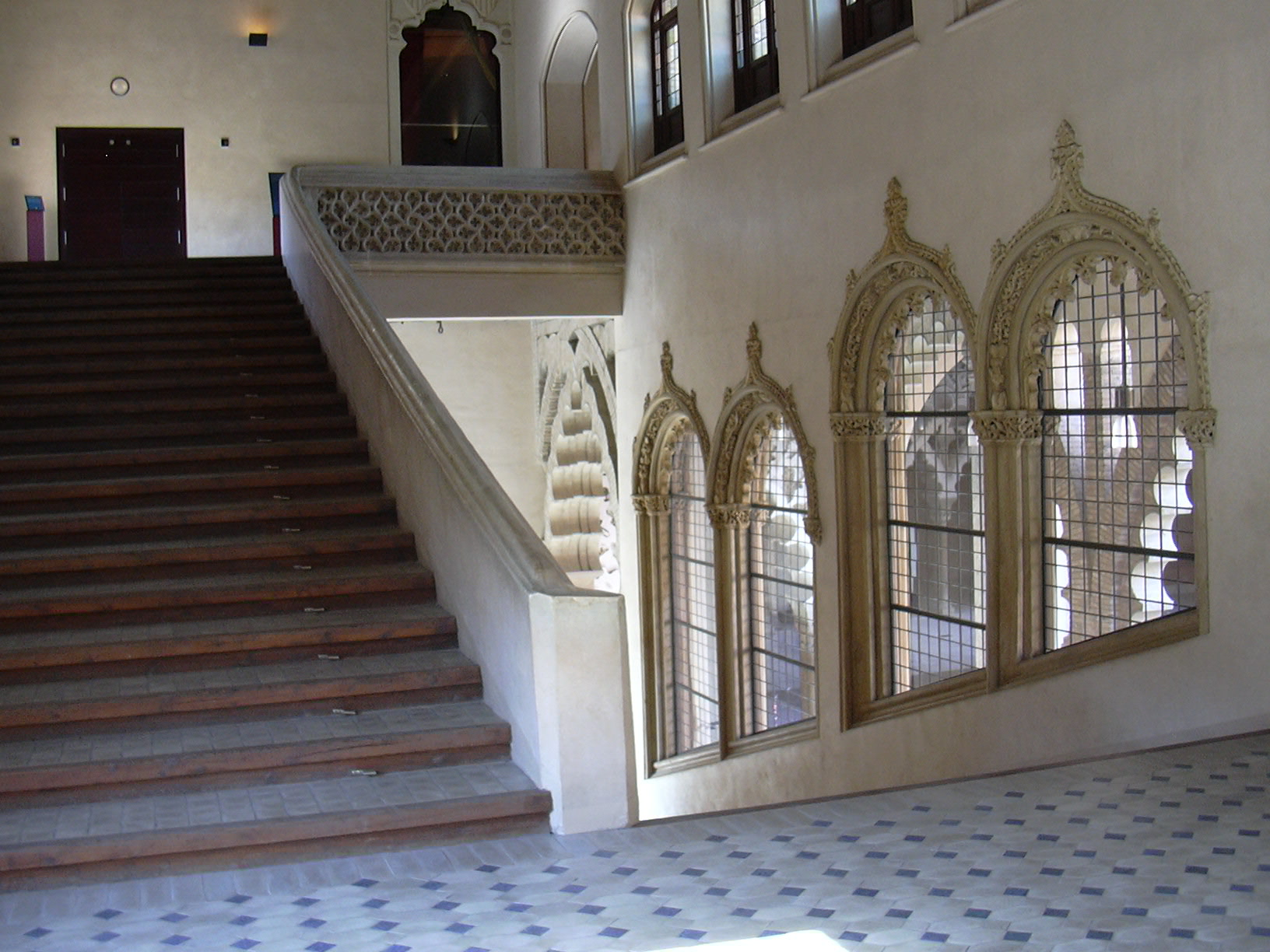
Zeremonialtreppenhaus der katholischen Könige
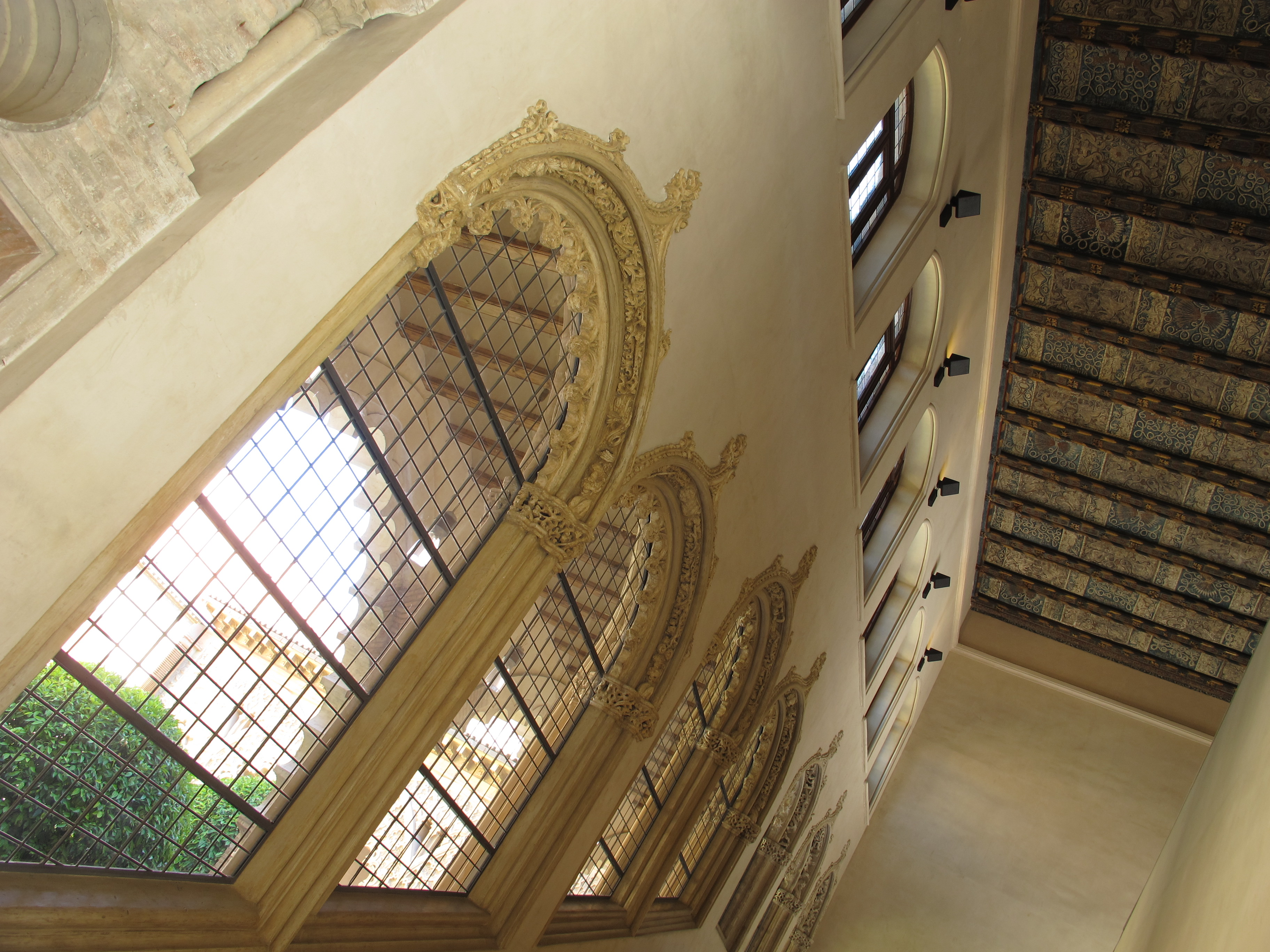
Andere Ansicht, mit Holzdecke
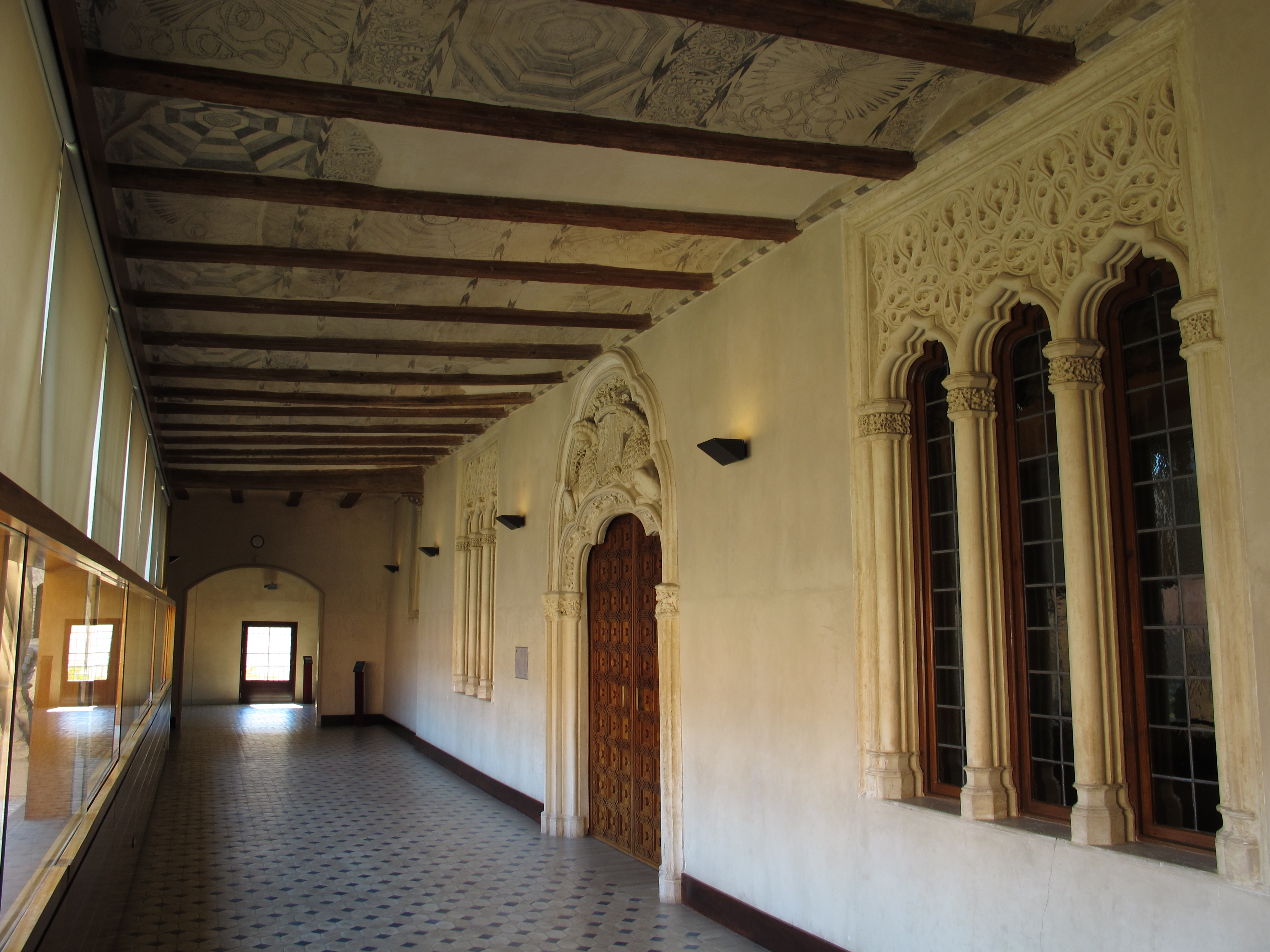
Galerie vor dem Thronsaal

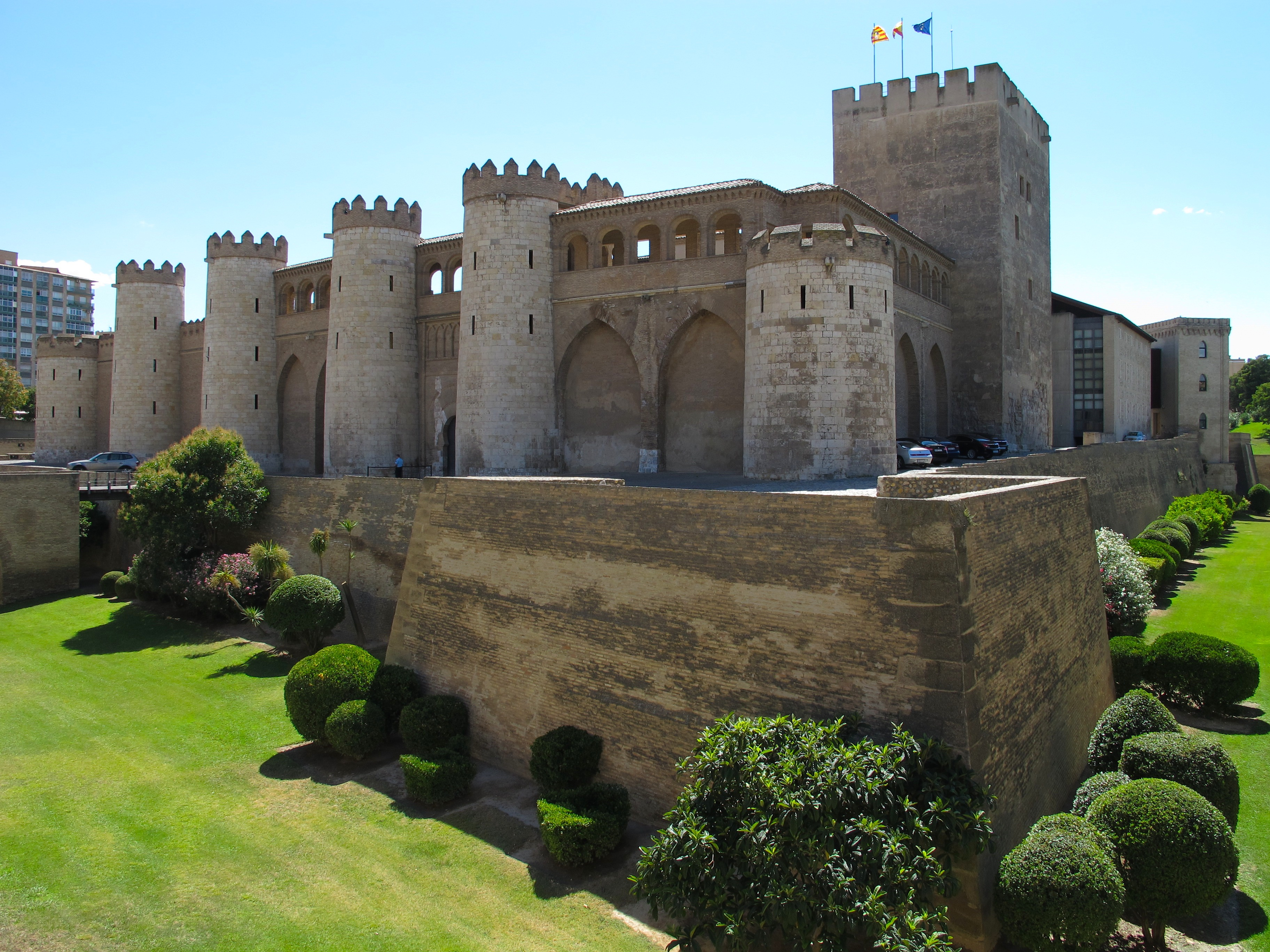
Die rekonstruierte maurische Festungsmauer (um 1065) und der Graben mit Eckbastion (ab 1593) sowie der eckige „Turm des Troubadours“

Ab 1593 wurde der hauptsächlich zivile Stadtpalast auf Anordnung des – nun gesamt-spanischen – Königs Philipps II. in eine für damalige Zeit moderne Zitadelle, also ein militärisches Bauwerk, umgestaltet. Dafür wurde der gesamte Komplex mit einer Außenmauer mit fünfeckigen Bollwerken und einem eindrucksvollen Graben umgeben. Diese sind erhalten geblieben, die auf den Ecken stehenden Türme jedoch heute nur noch auf zeitgenössischen Zeichnungen zu erkennen.

## Neuere Zeit
Es folgten weitere militärische Um- und Erweiterungsbauten, so im 18. und 19. Jahrhundert mehrere Kasernenblöcke, insbesondere unter Karl III., und schließlich zur Zeit Isabels II. zwei neugotische Festungstürme. Diese Anbauten sind noch erhalten und prägen heute die Westseite des Komplexes, die für Verwaltungsaufgaben genutzt wird.
Seit 1931 steht die Aljafería unter Denkmalschutz. 1947 begannen umfangreiche Restaurierungsarbeiten, die bis in die 1980er Jahre dauerten. Dabei wurden auch umfangreiche Rekonstruktionen ausgeführt, wie z. B. die fast vollständig neu erbauten Halbrundtürme der östlichen Außenfassade oder Teile der maurischen Prunkgemächer. Wie die anderen Bauwerke der Mudéjar-Architektur Aragoniens steht auch die Aljafería seit 2001 auf der Weltkulturerbeliste der UNESCO.
Seit 1987 tagen die Cortes de Aragón, das aragonesische Parlament, in dem Saal, der sich an der Südostseite des Komplexes befindet, direkt südlich des Patio.